# Intrabody
Als Intrabody (von intracellular und antibody) bezeichnet man in der Biochemie und Immunologie einen Antikörper, der innerhalb einer Zelle intrazelluläre Proteine bindet.

## Eigenschaften
Da es bisher keine wirksamen Mechanismen gibt, Antikörper in eine Zelle hinein zu transportieren, ist es notwendig, dass der betreffende Antikörper als rekombinantes Protein in der Zielzelle exprimiert wird. Dies kann in transgenen Tieren oder durch Gentherapie erreicht werden. Daher bezeichnet man solche Antikörper, die für eine intrazelluläre Wirksamkeit modifiziert wurden, als Intrabodies, auch wenn sie in Bakterien oder anderen Zellen, die keine Zielorganismen sind, produziert wurden. Der Begriff kann daher für verschiedene Formen des Protein-Targeting verwendet werden. Der Antikörper kann nach Expression im Cytoplasma verbleiben, ein Kernlokalisierungssignal besitzen, oder mittels einer KDEL-Sequenz durch Translokation während der Translation in das Innere des endoplasmatische Retikulum eingeschleust werden. Da Antikörper normalerweise sezerniert werden, müssen die Signalsequenzen durch ein Proteindesign angepasst werden. Zu diesem Zweck benutzt man Einzelkettenantiköper, verändert die VL-Domänen der Antikörper, um deren Stabilität zu verbessern, selektiert Antikörper, die gegen intrazelluläre Abbaumechanismen resistenter sind, oder erzeugt Fusionsproteine mit Protein-Tags – beispielsweise mit dem Maltose-bindenden Protein  (MBP) – die intrazellulär stabiler sind. Durch solche Optimierungen wurden stabile Intrabodies erzeugt, die verschiedene Eigenschaften besitzen und vielleicht gegen Hepatitis B, die Geflügelpest, Prionen-Erkrankungen, Entzündung, die Parkinson-Krankheit und Chorea Huntington eingesetzt werden können. Ein Knockdown von Membranproteinen oder sekretierten Proteinen kann mit ER intrabodies erreicht werden. Während im Cytosol oft nur ausgewählte Antikörper funktional sind, können sich Antikörper die als ER intrabodies genutzt werden in ihrem natürlichen Kompartiment falten, sodass die für cytosolischen Antikörper notwendigen Optimierungen nicht notwendig sind.